# NATSUME
NATSUME（なつめ、1985年2月14日 - ）は日本の元女優、元タレント、元グラビアアイドルである。
旧芸名：佐野 夏芽（さの なつめ）。東京都出身。

## 人物・概歴
- グラビアアイドルとして活躍していた時期は愛川ゆず季と『なつゆず』、石井めぐると『なつめぐ』というグラビアユニットを雑誌企画で組んでいたことがある。ちなみに愛川と石井の『ゆずめぐ』も存在する（中部日本放送のバラエティ番組『なつめぐ堂』とは無関係）。この2人とは『アイドル芸能社』（BS-i）でも共演していて、ブログにたびたび登場するほど仲が良かった。
- 2009年夏には華彩ななと期間限定グラビアアイドルユニット『ナツメ★ナナ 2009』を結成した（夏目ナナとは無関係）。
- 2009年10月18日にイベントとブログにて12月のDVD発売を最後にグラビア活動を引退、女優に転身することを発表した[3]。2010年以降は芝居（舞台女優）を中心に芸能活動を続けていた。
- 2010年3月、芸名を『NATSUME』に変更し、事務所もドレスコードに移籍。
- 2013年6月30日をもってドレスコードを退社し、芸能界を引退。ツイッターにて本名が「ももえ」であることを明かした。
- 週刊プレイボーイ2018年3月12日号より旧芸名「佐野夏芽」名義で最後のグラビアを披露。

## 出演

### テレビ
- アイドル芸能社（2005年4月 - 2006年1月、BS-i）- 広報宣伝部長
- NANDA!?
- 着信(生)（テレビ東京）
- し～たく（テレビ東京）
- 三竹占い
- アドレな!ガレッジ
- ランク王国SP
- あきと由佳のIdol Park 2時間SP
- パオパオ アソビ★クリエイターズ
- ドスペ2「恋のエプロン 新人タレント料理下克上バトル」（2005年8月、テレビ朝日）
- 白黒アンジャッシュ
- グッピー!!（「木曜日の丼」後半）
- 第四月曜日
- ぷちミーヤ!
- やぐちひとり(C)
- TOKYO BOY
- ありえへん∞世界（2008年7月・8月、テレビ東京）
- Let's Sports Shooting
- 堂本剛の正直しんどい
- うぇぶたまww
- キンコンヒルズ
- 劇場版 BLEACH 法廷!日番谷冬獅郎事件に迫る!
- TVチャンピオン2（2008年9月5日、テレビ東京）
- ゴッドタン～The God Tongue 神の舌～（2008年9月・2009年8月19日、テレビ東京）
- チュートリアルのチューして!（2008年9月29日、関西テレビ）
- 南パラZ!（2008年10月10日、関西テレビ）
- 草野☆キッド（2008年11月25日・2009年2月17日他、テレビ朝日）
- 夜明けのマルシェ（日本テレビ）
- 極楽満喫!グラドル温泉（MONDO21）
- アグレッシブですけど、何か?（2009年8月3日・10日、広島ホームテレビ）
- スカパー! 夏☆アイドルオールスター水泳大会2009 in としまえん
- 家電's Walker（2011年10月28日、11月25日、12月9日、12月16日、12月23日、2012年4月7日 - 2013年7月18日、BS11）

#### テレビドラマ
- ホーリーランド（2005年、テレビ東京）
- ドラマ24「Xenos」（2007年、テレビ東京） - 小倉綾子 役
- さくら署の女たち 第3話（2007年7月25日、テレビ朝日） - 新田里美 役
- 金曜エンタテイメント 新・祇園シリーズ第3弾 祇園芸妓VS京都女優 京都花嫁衣裳殺人事件（2008年、フジテレビ）
- 金曜ナイトドラマ「打撃天使ルリ」 最終話（2008年9月、テレビ朝日）
- 毒姫とわたし（2011年9月 - 10月、東海テレビ） - 葛城朋香 役
- ドラマチック・サンデー「僕とスターの99日」（2011年10月 - 12月、フジテレビ）

### インターネット
- 平成ノブシコブシの破天荒ダメだし!（2008年4月28日・2009年8月10日、GyaOジョッキー）ゲスト出演
- 告っちゃ!（2009年5月29日、GyaOジョッキー）ゲスト出演
- Yahoo!バラエティ「よしログ」土曜アシスタント（2011年1月22日～）
- 3DS・バイオハザード ザ・マーセナリーズ 3D 鈴木史朗塾長熱血！マーセ塾（2011年5月～6月配信、CAPCOM）
- ゲッチャ（2011年5月27日）ゲスト出演

### 携帯サイト
- アイドルがイッパイ （アイパイ）

### ラジオ
- nemu RING RING（2005年9月9日、J-WAVE）
- 銀河に吠えろ!宇宙GメンTAKUYA（ラジオ日本、2009年）ゲスト出演

### 映画
- すくらんぶる・ハーツ（2004年） - 鈴木まり 役
- 殺人蜂 キラー・ビー（2005年） - 由香 役
- まいっちんぐマチコ!ビギンズ（2005年） - 雷子 役
- 陰日向に咲く（2008年） - サラ子 役
- URAHARA（2008年） - 看護師 役（友情出演）
- ポストマン（2008年） - 中川美紀 役
- 御茶漬海苔の惨劇館『日記』 （2009年） - 菊代 役
- 2ちゃんねるの呪い新劇場版・本危（2012年）

### 舞台
- SAKANA（2006年） - 映像出演のみ
- 宇宙でクロール（2009年） - ミハ子 役
- かみひとえ（2009年） - 主演・香取奈美恵 役
- ダルマ（2009年）- ヒロイン・エキナ役
- いい日、リストラ（2010年）
- 努力しないで出世する方法（2011年）

### CM
- デジタルメディアマート「DMM.com」
- インデックス「GEO@BB」「GEO@チャンネル」
- バンダイ「クレヨンしんちゃん チョコビ」

## 作品

### 写真集
1. ナツメカン（2005年4月、学習研究社、撮影：小池伸一郎）ISBN 978-4054027060
2. なつメロン（2005年10月、講談社、撮影：小池伸一郎）ISBN 978-4063646535
3. オトナツメ（2006年5月1日、イースト・プレス、撮影：河野英喜）ISBN 978-4872576771
4. なつめ～る（2008年1月26日、ワニブックス、撮影：栗山秀作）ISBN 978-4847040665

### デジタル写真集
- 「Girl's Minute」（2003年、LEVEL 4 inc.）
- 「SEXY PRIDE」（2003年、LEVEL 4 inc.）
- 「SHIZUKU」（2004年、LEVEL 4 inc.）
- 「Honesty」（2004年、LEVEL 4 inc.）
- 「佐野夏芽デジタル写真集」（2006年、@misty）
- 「夏芽のアルバイト」（2006年、フォーサイド・ドット・コム）
- 「パイなつプルン」（2006年、ラインコミュニケーションズ）

### Video & DVD

#### イメージビデオ
- Sexy Pride（2003年、ベガファクトリー）
- Sexy GRAND PRIX（2004年、マーレ）
- プリシラ（2004年、ベガファクトリー）
- Dream Girl（2004年、ジーオーティー）
- Pure Smile（2004年、竹書房）
- Peace!（2005年、フォーサイド・ドット・コム）
- なつめかん（2005年、学研／ソニー・ミュージック ディストリビューション）
- 夏芽のアルバイト（2005年、フォーサイド・ドット・コム）
- D-Splash! 佐野夏芽（2006年、キングレコード）
- ナツメイロ（2006年、バップ）
- パイなつプルン（2006年、ジャパンホームビデオ）
- ドッキドキ☆なつめーる（2008年、ワニブックス）
- I'm DreaMing...（2009年、スパイスビジュアル）
- 夏恋（2009年、イーネット・フロンティア）
- 夏愛（2009年、イーネット・フロンティア）

#### 出演のみ
- 「特命係長 只野仁 シーズン4」（2009年、ビクターエンタテインメント）- 電王堂社員・佐野裕子役（特典のオリジナルミニドラマに出演）

### その他
- Something ELseシングル「1M」ジャケット写真（2003年）
- PS2、Xbox・「レッド・デッド・リボルバー」イメージガール（2005年、CAPCOM）
- PSP・「メタルギアアシッド2」（2005年、KONAMI）
- HOT☆FANTASY ODAIBA2005イメージキャラクター・「電車ガールズ」（2005年）
- 東芝HDD＆DVDレコーダー「VARDIA」総合カタログ（2007年）
- 『グラドル女学院』未公開お宝映像集6～佐野夏芽＆立花彩野SP～ DVD＆トレカBOX（2007年）